# اچ‌دی ۲۱۸۰۶۱
اچ‌دی ۲۱۸۰۶۱ یک ستاره است که در صورت فلکی دلو قرار دارد.